# 田辺三菱製薬工場
田辺三菱製薬工場株式会社（たなべみつびしせいやくこうじょう、英文・Mitsubishi Tanabe Pharma Factory Ltd.）は、医薬品の製造を行う企業。
田辺三菱製薬の子会社。

## 概要
当社の親会社である田辺三菱製薬は、2007年（平成19年）10月1日に田辺製薬と三菱ウェルファーマの合併により発足した。合併前の両社には以下のとおり、製造部門の子会社が存在していた。
- 山口田辺製薬株式会社 - 2005年（平成17年）10月3日、田辺製薬が同社小野田事業所及び小野田工場を分割し設立。
- MPテクノファーマ株式会社 - 2005年（平成17年）4月1日、三菱ウェルファーマが同社足利工場と吉富工場を分割し設立。

田辺三菱製薬の発足後も、上記2社は子会社として医薬品の製造を行っていたが、2008年（平成20年）10月に事業統合が行われ、当社が発足した。
のちにグループ内の生産機能の強化、並びに効率化を図るため、2009年（平成21年）4月1日、親会社の田辺三菱製薬が保有していた一部工場を当社に統合した。その後、2013年（平成25年）8月1日に小野田工場と吉富工場の2拠点に生産拠点を集約すると発表。足利工場は2014年（平成26年）4月1日に分社化した上でシミックホールディングスに譲渡された。また、当初発表では事業閉鎖の方針となっていた鹿島工場は、2015年（平成27年）4月1日に分割により沢井製薬へ譲渡された。
なお、大阪工場は、2018年（平成30年）3月31日を以て閉鎖された。

## 企業スローガン
- 医薬品の製造を通じて、世界の人々の健康に貢献します。

## 沿革
- 2008年（平成20年）10月1日 - MPテクノファーマ株式会社を存続会社として、山口田辺製薬株式会社が合併。田辺三菱製薬の医薬品製造子会社として、田辺三菱製薬工場株式会社が発足。足利工場・小野田工場・吉富工場の3工場体制で事業を開始。

- 2009年（平成21年）
  - 4月1日 - 田辺三菱製薬鹿島事業所から鹿島工場を分社化し、当社へ統合。4工場体制となる。
    - 編入した鹿島工場には業務部・製造部・品質管理部・技術部の4部門を設置するとともに、品質統括部には鹿島品質保証部を新設。

  - 10月1日 - 田辺三菱製薬加島事業所から大阪工場を分社化し、統合。5工場体制となる。 
    - 同時に組織改編を行い、品質統括部に大阪品質統括部を新設。

  - 10月19日 - 本社機能を大阪府大阪市中央区北浜二丁目6番18号（淀屋橋スクエア内）へ移転。

- 2010年（平成22年）4月1日 - 組織改編。
  - 経営企画部を「経営管理部」に改称。技術統括部に「技術推進部」を新設。
  - 小野田工場技術部・吉富工場技術部をそれぞれ「小野田技術部」・「吉富技術部」に改称のうえ、技術統括部へ編入。
  - 足利工場技術部と鹿島工場技術部を廃止。
  - 大阪工場に業務部と工務部を新設。

- 2011年（平成23年）
  - 3月1日 - 組織改編により、社長直轄の「QC対策室」を新設。
  - 10月1日 - 組織改編。
    - 経営管理部直下に「企画室」を新設し、「生産薬制部」も新設。
    - 品質統括部を廃止し、その直下にあった足利品質保証部・鹿島品質保証部・大阪品質保証部・小野田品質保証部・吉富品質保証部を各々「品質保証部」に改称のうえ、各工場へ編入。
    - 技術統括部とその直下の技術推進部を廃止。小野田技術部と吉富技術部を各々「技術部」に改称し、小野田工場と吉富工場へ編入。鹿島工場に「技術部」を新設。

- 2012年（平成24年）
  - 4月1日 - 組織改編により、経営企画部に「企画管理室」と「総務人事室」を、足利工場に「技術部」をそれぞれ新設。
  - 10月1日 - 組織改編により、小野田工場に「製造第三部」を新設。

- 2013年（平成25年）
  - 4月1日 - 組織改編により、QC対策室を「QC強化グループ」に改称し、生産薬制部に編入。
  - 7月1日 - 組織改編により、生産管理部に「製造強化室」を新設。
  - 10月1日 - 組織改編により、足利工場の「製剤第一部」と「製剤第二部」を製剤部に統合。

- 2014年（平成26年）4月1日 - 足利工場を、当社が新たに設立したシミックCMO足利株式会社へ移管の上、同社の全株式をシミックホールディングスへ譲渡[注釈 2]。再び4工場体制となる。

- 2015年（平成27年）
  - 2月2日 - 本社機能を大阪府大阪市淀川区加島三丁目16番89号（田辺三菱製薬加島事業所・加島オフィス棟）へ移転。
  - 4月1日 - 鹿島工場を分割により沢井製薬へ譲渡。再び3工場体制となる。
    - 併せて組織改編も実施。
      - 本社では生産管理部を「製造管理部」に、経営管理部の企画管理室を「経営管理室」にそれぞれ改称し、試験分析センターを新設。
      - 大阪工場では品質管理部の機能を「品質保証部」へ移管し、品質保証部を廃止。
      - 小野田工場では製造第一部・製造第二部・製造第三部を、それぞれ「原薬部」・「製剤第一部」・「製剤第二部」に改称。
      - 吉富工場では製剤部を「製剤第一部」と「製剤第二部」に分割。

  - 10月1日 - 組織改編により、大阪工場業務部を廃止。研究機能を大阪工場直下の課レベルに移管される。

- 2016年（平成28年）
  - 10月1日 - 組織改編を実施。
    - 製造機能部門全体を統括するため、本社の製造管理部と生産薬制部を統合し、「生産管理部」を新設。その直下に「生産薬剤室」を設置。
    - 大阪工場の製造部・品質保証部を廃止、小野田工場・吉富工場の業務部を改組し「管理部」を新設。

  - 12月9日 - 吉富工場内に新製剤棟「A5工場」が竣工。

- 2017年（平成29年）4月3日 - 吉富工場内に設置した「A5工場」が本格稼働を開始。

- 2018年（平成30年）
  - 3月31日 - 大阪工場が閉鎖。小野田工場及び吉富工場の2工場体制となる。
  - 10月1日 - 設立10周年。

- 2019年（平成31年/令和元年）
  - 4月1日 - 組織改編変更に伴い、本社内にある経営管理室の一部機能を移管し、「生産薬制室」を新設。
  - 11月29日 - 小野田工場内に新事務所棟「EHSセンター」竣工。

- 2020年（令和2年）5月28日 - 生産・CMC研究機能のさらなる連携強化に向け、小野田事業所内に「新研究棟」着工。

- 2021年（令和3年）
  - 3月31日 - 試験分析センターを廃止。
  - 4月1日 - 組織改編変更に伴い、CMC研究機能移転後のシームレスな技術提携を見据え、小野田工場の技術部を廃止し、「原薬部」と「製剤第一部」と「品質管理部」に研究機能を移管。
  - 8月2日 - 小野田事業所内に新研究棟（CMC Innovative laboratories、以下「CIL」）竣工。
  - 10月4日 - 田辺三菱製薬加島事業所内のCMC研究機能をCILへ移転する。
  - 12月1日 - 本社機能を現在地へ移転。田辺三菱製薬加島事業所及び加島オフィス棟に入居した研究拠点を閉鎖。

## 事業所一覧
2023年（令和5年）4月1日時点
- 本社 - 大阪市中央区道修町3-2-10（田辺三菱製薬 本社ビル内）

### 生産拠点
- 小野田工場 - 山口県山陽小野田市大字小野田7473-2（田辺三菱製薬 小野田事業所内）
- 吉富工場 - 福岡県築上郡吉富町大字小祝955（田辺三菱製薬 吉富事業所内）

### 過去の事業所
- 足利工場 - 現・シミックCMO 足利工場。
- 鹿島工場 - 現・沢井製薬 鹿島工場。
- 大阪工場 - 閉鎖。
- 試験分析センター - 閉鎖。